# Файвишевич, Борис Маркович
Борис Маркович Файвишевич (1853—1915) — городской голова города Александровск-Грушевский Российской империи (с 1920 г. — г. Шахты, Ростовской области).

## Биография
Сын Петроковского мещанина, иудейского вероисповедания. Окончил Горный институт в 1877 году. До 1877 года доступ в горную профессию для евреев был закрыт, и он был в числе первых выпускников Горного института, в послужном списке которого была запись — «вероисповедание иудейское». Чтобы как-то ослабить определенные ограничения в продвижении по службе, крестился в православие.
Был механиком Пермских пушечных заводов (1878). В 1879 году был зачислен по Главному горному управлению с откомандированием к Владикавказскому 1-й гильдии купцу Файвишевичу для технических занятий. В 1880 году присвоен чин титулярного советника. Работал в Обществе Азовского пароходства (1881). Коллежский асессор (1883). С 1885 года работал на Грушевском антрацитовом руднике генерал-майора А. В. Маркова в обл. Войска Донского, а с 1887 — на руднике Азовской угольной компании (Azov Coal Company Limited). Коллежский советник (1891). В 1891 году был откомандирован на антрацитовую копь углепромышленника коллежского советника В. А. Отто в обл. Войска Донского. В 1896 году стал управляющим рудником А. В. Маркова и Б. М. Файвишевича (1896). В 1898 году управлял Власовской копью Антрацитового товарищества П. Р. Максимова и П. Л. Вейермана.
В 1900 году избран городским головой Александровска-Грушевского. Во время его правления закончено строительство Петропавловского храма, построены Покровский храм, Пушкинское здание для народных чтений, устроено Кладбищенское попечительство, расширен городской сад и питомник.
В качестве представителя донских углепромышленников Б. М. Файвишевич ежегодно присутствовал в Харькове на съездах горнопромышленников юга России. Ушёл в отставку в 1904 году.
Жена Надежда Григорьевна (1858-?) — дочь врача, надворного советника Г. Д. Сарсера, иудейского вероисповедания, крещена в лютеранство в 1897, журналист и редактор «Александровск-Грушевской маленькой газеты» (1912—1916). Дети: Лидия (1881), Леонид (1883), Александр (1885), Владимир (1889), Павел (1892), Николай (1898).

## Попечительство, членство в общественных организациях
- Член Донского Областного Присутствия по фабричным и горнозаводским делам.
- Член Общего Присутствия Донской казённой палаты.
- Попечитель церковно-приходского училища.
- Председатель Попечительского совета ремесленного училища.
- Председатель Кладбищенского Попечительства.
- Председатель местного общества Взаимного Кредита.

## Переводы
- Братгун О. Практическое руководство маркшейдерского искусства. / Перевели с немецкого Б. М. Файвишевич и И. И. Святский; С атласом из 234 чертежей; С предисловием Г. А. Тиме. — Александровск-Грушевский: Тип. Б. М. Файвишевича, 1893.

## Награды
- Орден Святого Станислава 3 степени (1896).
- Орден Святой Анны 3 степени (1904).